# Orsonwelles
Orsonwelles Hormiga, 2002 è un genere di ragni appartenente alla famiglia Linyphiidae.

## Etimologia
Il nome del genere è in onore del celebre attore, regista e produttore cinematografico statunitense Orson Welles (1915-1985)

## Distribuzione
Le tredici specie oggi note di questo genere sono state reperite tutte nelle isole Hawaii: quasi tutte sono endemismi di singole isole.

## Tassonomia
Dal 2010 non sono stati esaminati nuovi esemplari di questo genere.
A dicembre 2012, si compone di 13 specie:
- Orsonwelles ambersonorum Hormiga, 2002 — Hawaii
- Orsonwelles arcanus Hormiga, 2002 — Hawaii
- Orsonwelles bellum Hormiga, 2002 — Hawaii
- Orsonwelles calx Hormiga, 2002 — Hawaii
- Orsonwelles falstaffius Hormiga, 2002 — Hawaii
- Orsonwelles graphicus (Simon, 1900) — Hawaii
- Orsonwelles iudicium Hormiga, 2002 — Hawaii
- Orsonwelles macbeth Hormiga, 2002 — Hawaii
- Orsonwelles malus Hormiga, 2002 — Hawaii
- Orsonwelles othello Hormiga, 2002 — Hawaii
- Orsonwelles polites Hormiga, 2002[3] — Hawaii
- Orsonwelles torosus (Simon, 1900) — Hawaii
- Orsonwelles ventus Hormiga, 2002 — Hawaii